# Wilhelm Caspari (Jurist)

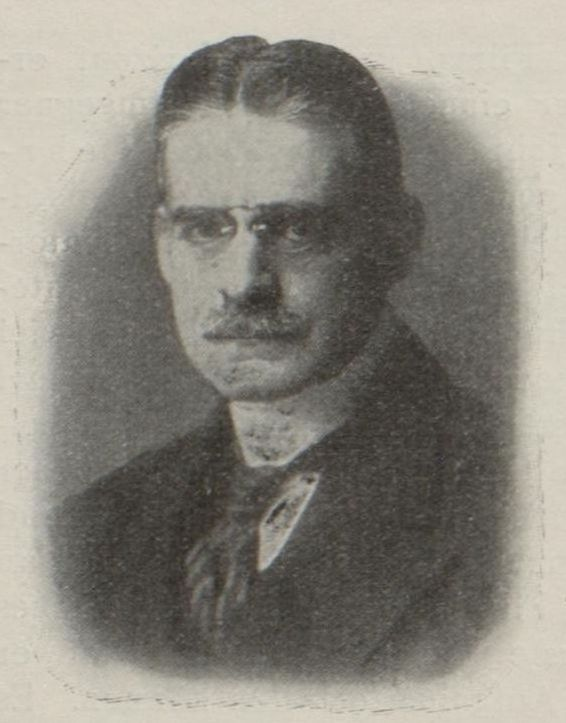
Wilhelm Caspari

Wilhelm Caspari (* 14. August 1874 in Berlin; † 1. November 1936 ebenda) war ein deutscher Jurist und Berliner Lokalpolitiker.

## Leben
Wilhelm Caspari entstammte einer jüdischen Familie und ließ sich 1897 taufen. Nach dem Studium der Rechts- und Staatswissenschaft an der Universität Berlin trat er in den preußischen Justizdienst ein und arbeitete zunächst in Brandenburg an der Havel. 1901 heiratete er Lina Otzen, eine Tochter des Architekten Johannes Otzen. Im Jahr 1914 wurde er Richter am Landgericht Berlin, ab 1920 war er am Kammergericht tätig, 1928 wurde er dort Senatspräsident.
Nach dem Ersten Weltkrieg war Caspari in die Deutsche Volkspartei (DVP) eingetreten und engagierte sich lokalpolitisch. Von 1921 bis 1924 war er Vorsteher der Stadtverordnetenversammlung von Berlin, 1930 wählte ihn die Stadtverordnetenversammlung in den preußischen Staatsrat.
Nach der Machtergreifung der Nationalsozialisten wurde Caspari im April 1933 als Senatspräsident beurlaubt, konnte aber nach einer Ausnahmeregelung des Gesetzes zur Wiederherstellung des Berufsbeamtentums zunächst nicht entlassen werden, da er vor 1914 Beamter geworden war. Im Juli 1933 wurde er an das Amtsgericht Berlin-Mitte versetzt, zum 1. Januar 1936 trat er in den Ruhestand.